# Schule von Ohrid

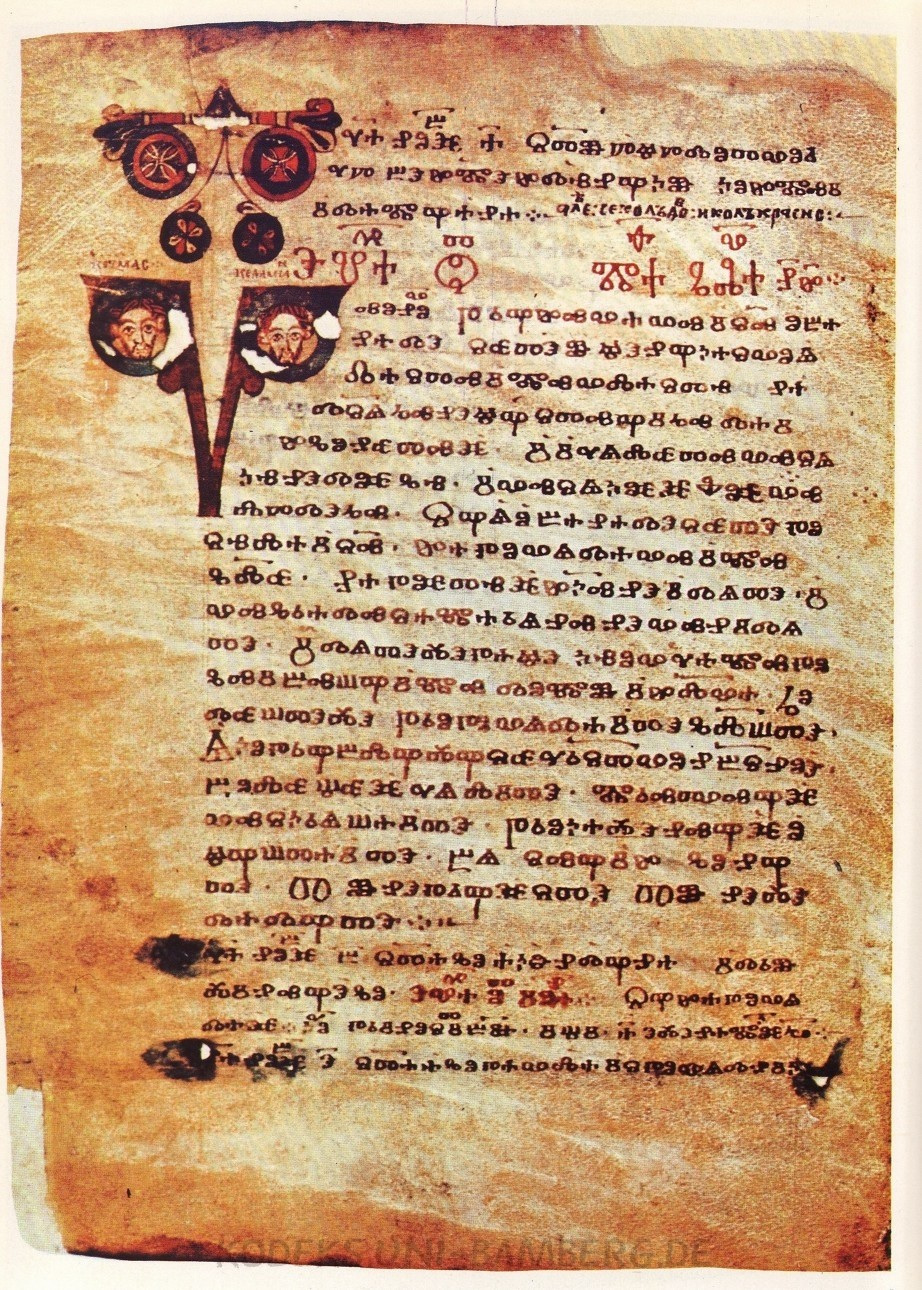
Codex Assemanianus, 10. oder 11. Jahrhundert

Die Schule von Ohrid war eine der beiden wichtigsten geistigen Zentren im Bulgarischen Reich seit dem 9. Jahrhundert. Der Begriff bezeichnet die literarische und künstlerische Tätigkeit in einem oder mehreren Klöstern in Ohrid und Umgebung im heutigen Nordmazedonien.

## Geschichte
Im Jahre 886 kamen Kliment und weitere Schüler des heiligen Method aus dem Mährerreich auf Einladung von Zar Boris I. ins Bulgarische Reich. Sie sollten dort das Christentum verbreiten. Kliment soll zwischen 886 und 893 ungefähr 3500 Schüler unterwiesen haben. Die meisten von ihnen wurden danach, in Gruppen zu je 300, als Priester und Geistliche auf die sieben bulgarischen Eparchien verteilt,. 893 übernahm Naum die Leitung der Schule.
Die Schule von Ohrid hatte einen wichtigen Anteil an der Ausbreitung des Christentums in Bulgarien und der Einführung des Altkirchenslawischen als Liturgiesprache und offizielle Sprache im Bulgarischen Reich.
In Ohrid entstanden in den folgenden Jahrhunderten zahlreiche Handschriften in glagolitischer und in kyrillischer Schrift.
Im Gegensatz zu den anderen Zentren im Bulgarischen Reich, konnte sich die Schule von Ohrid auch nach dem Niedergang des Bulgarenreiches weiterentwickeln und wurde in der Folge ein überregionales geistiges Zentrum des orthodoxen Christentums in Südosteuropa.
Die Errichtung des Erzbistums von Ohrid und die Gewährung seiner weitgehenden Autonomie bei der Reorganisation im Jahre 1018 war dieser Entwicklung förderlich.

## Handschriften aus Ohrid
In Ohrid entstanden wahrscheinlich folgende Handschriften
- Codex Assemanius, 10. oder 11. Jahrhundert, in glagolitischer Schrift
- Codex Zographensis (?), Ende 10. oder Anfang 11. Jahrhundert, in glagolitischer Schrift
- Codex Marianus (?), Anfang 11. Jahrhundert, in glagolitischer Schrift
- Evangelium Achridanum (Ohrider glagolitische Blätter), 11. Jahrhundert, in glagolitischer Schrift
- Apostolar von Ohrid, 12. Jahrhundert, in kyrillischer Schrift mit zwei glagolitischen Blättern
- Fragment eines Menaions (zwei Blätter, Teile einer Akoluthie für Johannes den Täufer und eines Kanons auf Petrus und Paulus, seit 1975 bekannt, glag.), 11./12. Jhd., Ochrider Schule.[4]

## Wandmalerei
Die Maler der spätbyzantinischen Morava-Schule stammen aus der Malerschule von Ohrid.